# Coopers Town
Coopers Town ist der Hauptort von Great Abaco Island, einer der Inseln der Abaco-Inselgruppe, welche zum Inselstaat der Bahamas gehören. Coopers Town liegt auf der zweitgrößten Insel der Bahamas, und hat heute rund 900 Einwohner.
Der Ort ist das nördlichste Bevölkerungszentrum der Bahamas. Die ersten Siedler stammten aus der Cooper Familie und kamen von den Grand Bahamas.
Erste Industrien waren der Anbau von Grapefruit und der Abbau von Seeschwämmen, aber diese beiden Industriezweige gingen im letzten Jahrhundert unter.
Prominentester Einwohner von Coopers Town war der Premierminister der Bahamas, Hubert Ingraham.

## Söhne und Töchter der Stadt
- Shavez Hart (1992–2022), Leichtathlet